# Prix Ernest-Guenther
Le prix Ernest-Guenther (Ernest Guenther Award) est une distinction remise par l'American Chemical Society. Son but est de reconnaître et d'encourager les réalisations exceptionnelles dans l'analyse, la détermination de la structure et la synthèse chimique de produits naturels, avec une attention particulière accordée à l'indépendance de la pensée et l'originalité. La dotation de cette distinction est de six mille dollars.
Cette distinction a été créée en 1948 par la société Fritzsche Dodge and Olcott Inc. à l'occasion de ses soixante-quinze ans. Elle a été nommée ainsi en 1969 en hommage à Ernest Guenther, un ancien directeur, connu pour ses travaux sur les huiles essentielles. Depuis 1992, elle est parrainée par la firme suisse Givaudan qui a racheté Fritzsche Dodge and Olcott Inc. en 1990.

## Lauréats
Entre parenthèses, il est précisé l'année d'un prix Nobel.
- 2022 Sarah O'Connor
- 2021 Bradley S. Moore[1]
- 2020 Tadeusz F. Molinski
- 2019 Iwao Ojima
- 2018 David Ransom Williams
- 2017 Stephen F. Martin
- 2016 Eric Block
- 2015 Thomas R. Hoye
- 2014 Dennis P. Curran
- 2013 Kuniaki Tatsuta
- 2012 Steve Hanessian
- 2011 Robert M. Williams
- 2010 Michael T. Crimmins
- 2009 Peter Wipf
- 2008 David G.I. Kingston
- 2007 Dale L. Boger
- 2006 William H. Fenical
- 2005 Satoshi Ōmura (2015)
- 2004 William R. Roush
- 2003 Steven Ley
- 2002 John William Daly
- 2001 Yoshito Kishi
- 2000 Pierre Potier
- 1999 Kenji Mori
- 1998 George Robert Pettit
- 1997 Kenneth L. Rinehart
- 1996 Kyriacos Costa Nicolaou
- 1995 Jon Clardy
- 1994 Paul J. Scheuer
- 1993 Amos Smith, III
- 1992 Leo A. Paquette
- 1991 C. Dale Poulter
- 1990 Barry Trost
- 1989 Henry Rapoport
- 1988 Paul Wender
- 1987 Wolfgang Oppolzer
- 1986 Clayton Howell Heathcock Jr.
- 1985 David E. Cane
- 1984 Jerrold Meinwald
- 1983 Karel Wiesner
- 1982 Paul Grieco
- 1981 Samuel J. Danishefsky
- 1980 Sukh Dev
- 1979 James A. Marshall
- 1978 Koji Nakanishi
- 1977 Robert E. Ireland
- 1976 A. Ian Scott
- 1975 S. Morris Kupchan
- 1974 Günther Ohloff
- 1973 William G. Dauben
- 1972 Guy Ourisson
- 1971 Ernest Wenkert
- 1970 Duilio Arigoni
- 1969 John Cornforth (1975)
- 1968 Elias J. Corey (1990)
- 1967 George A. Sim
- 1966 Albert Eschenmoser
- 1965 Konrad Bloch (1964)
- 1964 Oscar Jeger
- 1963 Arthur John Birch
- 1962 E.R.H. Jones
- 1961 Casimir F. Seidel
- 1960 Carl Djerassi
- 1959 Frantisek Sorm
- 1958 George Büchi
- 1957 Derek Barton (1969)
- 1956 Herman Pines
- 1955 Hans Schinz
- 1954 Arthur de Ramon Penfold
- 1953 Max Stoll
- 1952 Yves-Rene Naves
- 1951 Edgar Lederer
- 1950 A.J. Haagen-Smit
- 1949 John L. Simonsen